# Молодёжный театр (Нижний Тагил)
Новый молодёжный театр (Молодёжный театр до 2019 г.) — один из четырёх театров Нижнего Тагила, является вторым по величине и значимости театром Нижнего Тагила. Расположен в Дзержинском районе города на улице Ильича, на Вагонке.

## История
Муниципальный Молодёжный театр был основан в 1993 году в здании бывшего кинотеатра и дома культуры строителей «УралМашСтроя» («УМС»). С конца 70-х кинопрокат в «УМСе» сворачивается. Лишь в дни школьных каникул там проводятся сеансы для детей и школьников. В начале 80-х в здании проводят модные в те времена дискотеки, работают кружки и секции, проводят репетиции оркестр и два ВИА. А 5 августа 1993 года спектаклем «Забытый день рождения» открывается Муниципальный Молодёжный театр (худ. руководитель и основатель театра — В. Вейде).

## Репертуар
Театр ориентирован в основном на зрителя молодого и юного возраста. Ставятся преимущественно мьюзиклы, рок-оперы и оперетты. Репертуар театра богат и разнообразен, рассчитан на зрителя всех возрастов и вкусов. Театр гастролирует в городах и Пригороде Свердловской, Тюменской областей и Пермского края. Ежегодно даёт не менее 10-и благотворительных спектаклей для детей-сирот, детей из многодетных семей, детей-инвалидов и людей с ограниченными возможностями. Ежегодно театр посещают более 35 тысяч зрителей. Две трети зрительской аудитории театра составляют дети. Муниципальный молодёжный театр проводит большую воспитательную работу среди детей и молодёжи. В репертуаре театра постоянно востребован спектакль «Семья вурдалака», поднимающий проблемы наркомании в молодёжной среде. Ежегодно к годовщине Победы в Великой Отечественной войне Молодёжный театр организует показ спектакля «Сын полка» в помещении театра, в Городском Дворце Молодёжи, а также гастрольные поездки по городам Свердловской области. В рамках программы «Я — тагильчанин» творческим коллективом театра для юных зрителей была организована развлекательно-познавательная концертная программа «Волшебный мир — театр», проводящаяся в самом театре и школах города. Ежегодно Молодёжный театр показывает детские спектакли в загородных оздоровительных лагерях, постоянно выезжает со спектаклями в санатории-профилактории «Ленёвка» и «Пихтовые горы».

## Известные деятели, связанные с театром
В 1991—1992 гг. в создании Молодёжного театра вместе с его будущим худруком Владимиром Вейде принимал участие поэт Евгений Туренко. В разное время в театре работали заслуженные артисты России Владимир Вейде, Виктор Гришин, заслуженный артист Кабардино-Балкарии, член Союза кинематографистов России Виктор Соловьёв, народный артист Республики Татарстан Александр Калаганов, заслуженный артист Российской Федерации Валерий Бурматов. С театром сотрудничали и продолжают сотрудничать заслуженный артист Российской Федерации Юрий Долгих (г.Самара), народный артист Российской Федерации Алексей Петров (г. Екатеринбург), режиссёры из Нижнего Новгорода, Иркутска, Москвы. Сегодня в театре работают заслуженная артистка Российской Федерации Лариса Чехута, заслуженный работник культуры — главный художник театра Людмила Семячкова.

## Фестивали
С 1995 года Молодёжный театр является членом «АССИТЕЖ». Участник I Международного фестиваля «Золотая репка» в Самаре («Тристан и Изольда», 1994), XII Всемирного конгресса «АССИТЕЖ» (Международная ассоциация театров для детей и молодёжи) в 1996 году, «Театрального семинара» международного союза немецкой культуры в Санкт-Петербурге (1997). Постоянный участник проходящего в Екатеринбурге международного фестиваля «Реальный театр». Участник проекта «Дни российской культуры в Чешской республике» (2008). Диплом Всероссийского фестиваля Театров малых городов России («Здесь живут люди», 2004). Диплом регионального конкурса «Лучшая театральная работа года» в рамках фестиваля «Браво!—1999» («Отряд 18-74», 2000), Екатеринбург. Спектакль Молодёжного театра «Женитьба» на театральном фестивале «Ирбитские подмостки» в 2006 году получил дипломы «За лучшую режиссуру» и «За лучший актёрский ансамбль», на конкурсе 2006 года «Лучшая театральная работа года» фестиваля «Браво!—2005» артист Василий Мещангин был удостоен спец-премии жюри за исполнение роли Кочкарёва в спектакле «Женитьба». Удостоены стипендии Министерства культуры Свердловской области художественный руководитель театра Владимир Вейде, заслуженный артист Российской Федерации (1998), главный художник театра Людмила Семячкова (2001), драматург Наталья Епифанова (2003).